# سياه كمر (تشهار دولي)
سیاه کمر (بالفارسية: سیاه کمر) هي قرية تقع في إيران في Chaharduli Rural District. يقدر عدد سكانها بـ 28 نسمة بحسب إحصاء 2016.